# 內特河 (因納斯特河支流)
52°06′05″N 10°06′39″E / 52.1013650034426°N 10.110780000686646°E

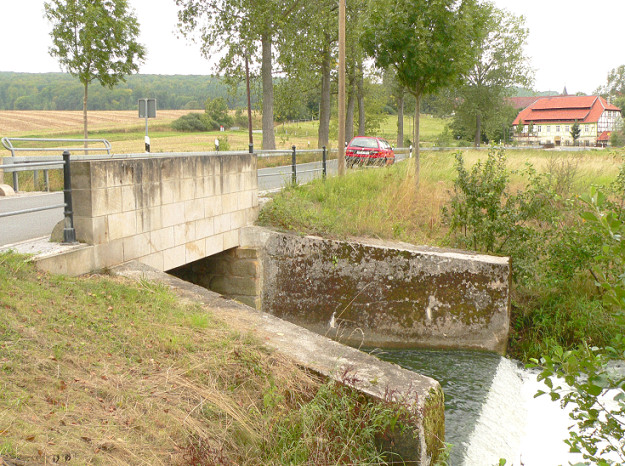
內特河（因納斯特河支流）

內特河（德語：Nette），是德國的河流，位於該國西北部，由下薩克森州負責管轄，屬於因納斯特河的左支流，河道全長43公里，流域面積310平方公里，河口處在霍勒。